# Corunca, Mureș
Corunca (în maghiară Koronka) este satul de reședință al comunei cu același nume din județul Mureș, Transilvania, România.

## Geografie
La ieșirea din Târgu Mureș, pe șoseaua naționala ce duce la Brașov, spre vest dincolo de pârâul Pocloș, cu o singură ieșire spre est, se află comuna Corunca.

## Date geologice
În subsolul localității se găsește un masiv de sare.

## Istorie

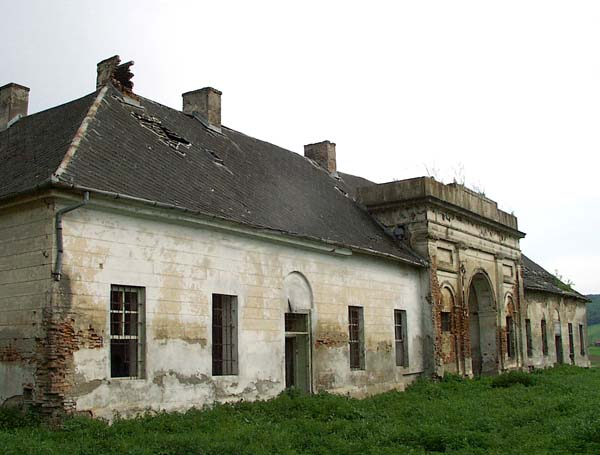
Castelul Tholdalagi

Pe teritoriul localității s-a descoperit o așezare din epoca La Tene de cultură geto-dacică care se află pe dealul sondei de exploatare a gazului metan. Situl acesteia are 0,3 hectare iar acesta este în proprietatea Primăriei. Datarea sitului este între secolele 1 dinainte și după Christos.
Corunca a fost pomenită pentru prima dată în Registrele de dijmă papală de la anul 1332 sub forma „Gregorie sacerd. de Korunka, solv. 2 banalis antiqua et 2 parv.”(C.Suciu DILT , I, p. 168)
În aria aceste localități s-au făcut mai multe descoperiri arheologice, un vas de bronz, fragmentar din epoca bronzului aflat la Muzeul județean Mureș, o ceașcă din lut cu toartă, un vas mare de lut și o râșniță din piatră dacice.(V. Lazăr, Repertoriul arheologic al județului Mureș, p.172)
Conscripția din 1567 o pomenește cu 8 porți, iar la 1867 o întâlnim cu 148 de gospodării și hotarul în suprafață de 2 573 jugăre. Este un vechi sat iobăgesc, stăpânit de-alungul vremilor de diferite familii nobiliare.
La 22 noiembrie 1569, Ioan Sigismund Zápolya donează întreaga comună văduvei lui János Tamásfalvi, iar în secolul XVII trece în posesia familiei Toldhalagy. Acestă familie a jucat un rol important în istoria Transilvaniei, mulți din membri acestei familii fiind trimiși ca ambasadori la Viena, Constantinopol și alte țări. Pe plan local membri acestei familii de origine română, au ocupat funcția de căpitani și judecători ai Scaunului Mureș.
Prezența românilor în număr mai semnificativ ne este confirmată de Conscripția lui Inocențiu Micu Klein din 1733, când înregistrează un număr de 250 de suflete, având biserică română și preot pe popa Stan.

## Turism
În localitatea Corunca datorită poziționării lângă șoseaua europeană E60 și la intrarea în municipiul Târgu Mureș au fost construite în ultimii ani multe unități de cazare pentru a veni în întâmpinarea turiștilor aflați în tranzit prin centrul Transilvaniei sau a oamenilor de afaceri care vin în Târgu Mureș.

### Clădiri istorice
- Castelul Tholdalagi
- Biserica reformată
- Biserica ortodoxă cu hramul „Sfântul Gheorghe”, a fost construită în anul 1912, sub îndrumarea preotului Matei Partenie, fiind reparată în mai multe rânduri. Casa parohială ortodoxă a fost edificată în anul 1936 și a suferit mai multe modificări și reparații, prezentându-se azi în condiții foarte bune, ca de altfel și biserica.

## Comune înfrățite
Comuna Corunca se află în relații de parteneriat și înfrățire cu localitatea Kincsesbánya din Ungaria. Aceste relații se concretizează printr-o permanență colaborare în plan economic, social, tehnic și cultural, prin schimburi de experiență, parteneriate între societățile comerciale, acțiuni organizate în comun.
- Kincsesbánya, Ungaria